# The Green Swamp
The Green Swamp é um filme de drama mudo produzido nos Estados Unidos, dirigido por Scott Sidney e lançado em 1916.